# Certified Financial Engineer
Certified Financial Engineer ist ein Zertifikat, welches von verschiedenen Instituten vergeben wird.
Das Financial Engineering ist eine interdisziplinäre Fachrichtung, bei der es um die Verbindung von Finanztheorie, Technik, Mathematik und IT-Programmierung geht. Beim Financial Engineering geht es im Wesentlichen darum, neue Finanzlösungen zu entwickeln. Diese können sowohl Kreditlösungen als auch Investmentlösungen sein. Dabei werden maßgeschneiderte Finanzlösungen und Produkte mittels Derivaten und Kombinationen von Derivaten strukturiert und bereitgestellt.

## Certified Financial Engineer (EIQF)
Das Zertifikat Certified Financial Engineer  wird vom European Institute of Quantitative Finance (EIQF) in Zusammenarbeit mit der Deutschen Börse und der Terminbörse Eurex vergeben. Das EIQF ist ein selbständiges An-Institut der Hochschule für Wirtschaft und Umwelt Nürtingen-Geislingen. Die Inhalte sind Case Study basierend aufgebaut. Die Teilnehmenden können zwischen verschiedenen Schwerpunkten wählen. So sind dies Derivate, Risikomanagement und Financial Engineering im Corporate Finance. Der Lehrgang ist systemakkreditiert und es werden insgesamt 8 ECTS vergeben.

## Weitere Anbieter
Die FOM – Hochschule für Oekonomie und Management bietet das Hochschulzertifikat Certified Financial Engineer (CFE) als 12-monatiges berufsbegleitendes Studium an.